# Operation Pedestal

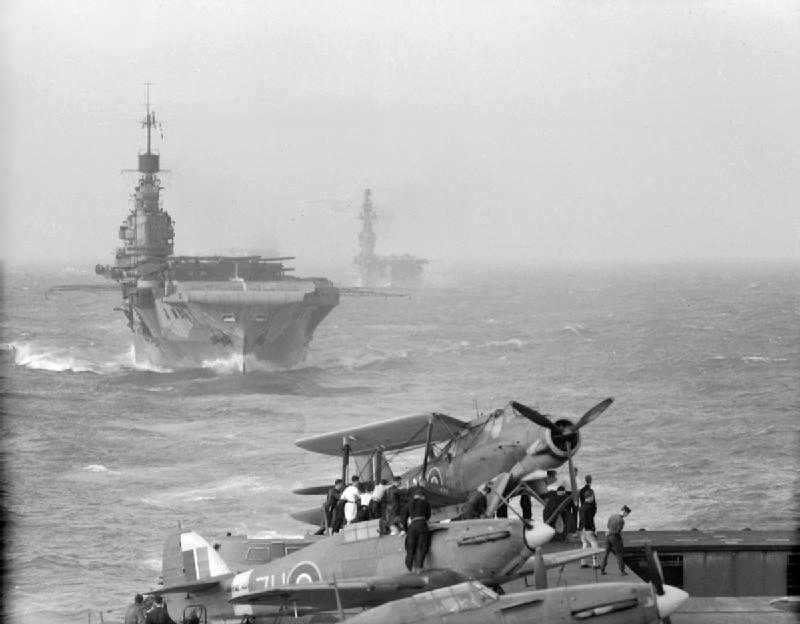
Die Flugzeugträger Indomitable und Eagle im Mittelmeer

Der Geleitzug Operation Pedestal war eine der wichtigsten britischen Konvoioperationen im Mittelmeer zur Versorgung Maltas während des Zweiten Weltkrieges. Nachdem im Juni 1942 zwei alliierte Konvois (Operationen Vigorous und Harpoon) zur Versorgung des belagerten Malta erhebliche Verluste zu verzeichnen gehabt hatten, stellte man im August in Gibraltar erneut einen Konvoi mit Versorgungsgütern für die belagerte Insel zusammen (Operation „Pedestal“). Er bestand aus 14 Handelsschiffen, die von 4 Flugzeugträgern, 2 Schlachtschiffen, 7 Kreuzern und 16 Zerstörern begleitet wurden. Trotz der hohen Verluste (9 Frachtschiffe, 2 Kreuzer, 1 Träger und 1 Zerstörer) muss der Geleitzug als alliierter Teilsieg gelten. Er war der erste Konvoi seit sechs Monaten, der die Insel erreichte. Nun war die britische Lufthoheit über die sizilianische Meerenge (Straße von Sizilien) weiter abgesichert.

## Vorbereitungen
Am 29. Juli berief Vizeadmiral Neville Syfret an Bord der HMS Nelson eine Konferenz in Scapa Flow ein, um die Planungen für Operation Pedestal zu besprechen. Der Konvoi sollte aus 14 Handelsschiffen, bestehen und von zwei Schlachtschiffen, drei Flugzeugträgern, sieben Kreuzern, zweiunddreißig Zerstörern und sieben U-Booten geschützt werden.

## Verlauf der Schlacht
Der Konvoi verließ Gibraltar am 9. August 1942. Da die italienische Flotte kaum mehr Treibstoff hatte, griffen zunächst die Luftstreitkräfte der Achsenmächte den Konvoi an, später sollten italienische U-Boote und ein Kreuzergeschwader bei Sizilien ebenfalls in den Kampf eingreifen, da sich die britischen Schlachtschiffe und Flugzeugträger normalerweise vor Sizilien wegen der Bedrohung durch dort stationierte Luftstreitkräfte nach Gibraltar zurückzogen.
Am 11. August versenkte das deutsche U-Boot U 73 den Flugzeugträger Eagle. Das italienische U-Boot Dagabur wurde vom britischen Zerstörer Wolverine gerammt und versenkt. Dabei wurde der Zerstörer jedoch schwer beschädigt. Italienische Kampfflugzeuge beschädigten das Flugdeck des Trägers Victorious. Von britischen Flugzeugträgern starteten Flugzeuge nach Malta und griffen von dort aus Flugplätze auf Sizilien an.
Am 12. August griff die italienische Marine mit 6 Kreuzern, 17 Zerstörern und etlichen U-Booten den britischen Konvoi an. Das U-Boot Cobalto ging verloren, während es den Booten Alagi, Axum und Bronzo gelang, den Kreuzer Cairo und zwei Handelsschiffe zu versenken, die Kreuzer Nigeria und Kenya sowie den großen Tanker Ohio zu beschädigen. Bei Luftangriffen durch Ju 87-Bomber wurde der Träger Indomitable von zwei 500-kg-Bomben beschädigt. Ferner wurde der Zerstörer Foresight versenkt.
Am 13. August versenkten italienische Schnellboote (MS) den Kreuzer Manchester. Nachdem der italienische Marineverband keinen Schutz mehr aus der Luft erhalten hatte, zog er sich nach Messina zurück. Das britische U-Boot Safari beschädigte noch die italienischen Kreuzer Bolzano und Attendolo. Deutsche Kampfflugzeuge beschädigten den Tanker Ohio nochmals.

## Folgen
Vor allem durch das Eintreffen des Tankers Ohio am 15. August, dem Feiertag Mariä Aufnahme in den Himmel (daher dann die Bezeichnung „Santa Marija Convoy“), verbesserte sich die Nachschublage der Briten auf Malta erheblich. Mit den Flugzeugträgern wurden zusätzliche Kampfflugzeuge nach Malta gebracht, wodurch sich auch die operative Lage der Alliierten nachhaltig verbesserte. Insgesamt erreichten 5 von 14 Frachtschiffen den Hafen. Von Malta aus konnten die Nachschubwege der Achsenmächte nach Nordafrika wieder wirksam bekämpft werden, was für die anstehende zweite Schlacht von El Alamein Konsequenzen haben sollte.